# 階上町立小舟渡小学校
階上町立小舟渡小学校（はしかみちょうりつ こみなとしょうがっこう）は、青森県三戸郡階上町大字道仏にあった公立小学校。2020年（令和2年）度（閉校時点）の児童数は24名。青森県内における最東端の学校であった。

## 沿革
- 1902年（明治35年）4月13日 - 道仏字小舟渡55番地の長根仁太郎の家屋を仮校舎として、道仏尋常小学校から分離独立して、小舟渡尋常小学校として開校。
- 1907年（明治40年）8月4日 - 道仏字廿一5番25号に、校舎新築落成し、移転する。
- 1909年（明治42年）7月1日 - 校舎増築。
- 1929年（昭和4年）
  - 5月28日 - 最初の修学旅行実施。行先は岩手県八木。
  - 11月19日 - 農業水産補習学校開始。
  - 11月23日 - 校舎新築地鎮祭挙行する。
- 1930年（昭和5年）
  - 1月21日 - 農業水産補習学校女子部開校式挙行。
  - 4月25日 - 校舎新築落成式挙行。
- 1935年（昭和10年）7月1日 - 補習学校を青年学校と改称。
- 1939年（昭和14年）5月3日 - 校舎全焼。小舟渡漁業組合事務所を仮校舎とした。
- 1941年（昭和16年）
  - 2月4日 - 校舎新築落成式挙行。同日、記念絵はがきを発行。
  - 4月1日 - 国民学校令により、小舟渡国民学校と改称。
- 1945年（昭和20年）7月15日 - 米軍機3機による空襲を受け、校舎に被害が出た。
- 1946年（昭和21年）
  - 5月29日 - 校舎修繕に着手。
  - 9月15日 - 校舎復旧工事落成式挙行。
- 1947年（昭和22年）4月1日 - 学制改革により、階上村立小舟渡小学校と改称。
- 1950年（昭和25年）1月31日 - 強風により、講堂が傾く被害が出た。ただし、倒壊は免れた。
- 1952年（昭和27年）1月31日 - 創立五十周年記念祝賀会開催。部落民から校内放送設備の寄贈を受けた。
- 1960年（昭和35年）8月 - 校歌制定。
- 1965年（昭和40年）
  - 1月31日 - 新校舎落成、移転開始。
  - 2月12日 - 新校舎落成式挙行。
- 1967年（昭和42年）4月21日 - ミルク給食開始。
- 1968年（昭和43年）5月16日 - 9時48分ころ、十勝沖地震が発生。本校に、目立った被害は無かった。
- 1972年（昭和47年）9月6日 - 創立七十周年記念式典並びに祝賀会挙行。
- 1980年（昭和55年）5月1日 - 階上村の町制施行により、階上町立小舟渡小学校と改称。
- 1982年（昭和57年）10月24日 - 八十周年記念学芸会及び祝賀会開催。同日、校旗樹立、校旗がPTAから寄贈される。
- 1987年（昭和62年）7月11日 - 校舎建設推進委員会が組織される。
- 1990年（平成2年）8月 - 新校舎が完成し、新築落成記念式典挙行[1]。
- 2020年（令和2年）
  - 8月17日 - 17年前と10年前に校地内に埋めたタイムカプセルを掘り起こした。これは、本来創立120周年となる2022年（令和4年）に行う予定だったが、後述の通り、2021年（令和3年）3月末で閉校が決まった為[2]。
  - 11月21日 - 閉校記念式典挙行[3]。
- 2021年（令和3年）3月31日 - 道仏小学校に統合され閉校[4][5]。

## 学区
- 道仏（字小舟渡・字芋ノ窪・字鹿倉・字下大古里・字上大古里・字泉田窪・字大古里・字沢前戸・字中大古里・字追立窪・字天間ノ木・字天間林）

## 周辺
- 階上灯台
- 太平洋

## アクセス
- 階上町コミュニティバス東部線「小舟渡小学校前」バス停下車。
- JR八戸線階上駅から、上述のコミュニティバスで、「小舟渡小学校前」バス停まで3分[6]。

## 参考資料
- 『階上町史 通史編Ⅱ』（階上町・2001年2月28日発行）「第三編 教育・第一章 学校教育・第二節 町内小・中学校教育 （八）小舟渡小学校」250頁～265頁「◯沿革の概要」